# 현시연
《현시연》(げんしけん 겐시켄[*], The Society for the Study of Modern Visual Culture)은 일본의 만화가 키오 시모쿠(木尾士目)의 작품이다.
일본 고단샤에서 발행하는 만화 잡지 《월간 애프터눈(月刊アフタヌーン)》에 2002년 6월호부터 2006년 7월호까지 연재되고 단행본으로 출간되었다. 2004년 가을에는 총 12화 규모의 애니메이션으로 만들어져 방영되었고, 2007년 4월 두 번째 애니메이션 시리즈의 제작을 발표하고 2007년 10월 9일 《현시연 2(げんしけん2)》라는 제목으로 방영을 시작했다. 이 사이, 첫 번째와 두 번째 시리즈를 잇는 세 편의 에피소드가 별도의 애니메이션 작품으로 나온 작중작 《제비뽑기 언밸런스》의 DVD 박스의 영상 특전으로 수록되어 발매되었다.

## 개요
'현대 시각 문화 연구회(現代視覚文化研究会 겐다이시카쿠분카켄큐카이[*])' 줄여서 현시연(現視研 겐시켄[*])이라는 이름의 애니메이션 동아리 회원들의 생활을 중심 소재로 다룬 작품으로, 주인공 사사하라 칸지가 학교에 입학할 때부터 졸업할 때까지인 2002년 4월부터 2006년 3월을 약간의 예외는 있지만 한 달씩 거의 실시간으로 그려냈다.
작품 내에서 다뤄지는 판권물 이야기는 보통 제목이 약간 변형되어 표현되며, 판권물의 캐릭터를 바탕으로 한 코스튬 플레이에서는 별다른 수정 없이 표현되어 있다.
작품 내에서 인기 만화·애니메이션으로 설정되어 있는 작중작(作中作) 《제비뽑기 언밸런스(くじびきアンバランス)》도 인기를 얻어 별도로 애니메이션이 방영되고, 만화가 연재되고 있으며, 한편 에로 게임·애니메이션으로 설정되어 있는 또 다른 작중작인 《라면 천사 프리티 멘마(ラーメン天使プリティメンマ)》도 애니메이션 제작이 예정되어 있다.
현대 시각 문화 연구회의 이름은 작가의 모교인 쓰쿠바 대학교의 실존 동아리 '현대 시각 문화 연구회'에서 이름을 따왔다. 또 무대가 되는 시오 대학교(椎応大学)는 일본의 주오 대학을 본떠 만든 가공의 학교로, 월간 애프터눈의 초대 편집장이었던 쿠리하라 요시유키(栗原良幸)가 츄오 대학교 출신이다.
이 만화의 영향으로 츄오 대학교에 '현대 시청각 문화 연구반'이라는 동아리가 만들어졌다.

## 서지정보
9권의 만화책이 발매되어 있으며, 1권부터 3권까지는 박정훈, 4권부터 9권까지는 maria의 번역으로 북박스 비비 코믹스에서 출간하였다.
1. 2003년 8월. 200쪽, ISBN 89-5662-346-5
2. 2003년 8월. 200쪽, ISBN 89-5662-347-3
3. 2004년 1월. 200쪽, ISBN 89-5662-472-0
4. 2004년 8월. 200쪽, ISBN 89-5757-634-7
5. 2004년 12월. 169쪽, ISBN 89-5757-853-6
6. 2005년 7월. 175쪽, ISBN 89-5924-428-7
7. 2006년 3월. 203쪽, ISBN 89-5986-286-X
8. 2006년 10월. 199쪽, ISBN 89-5986-974-0
9. 2007년 3월. 191쪽, ISBN 978-89-255-0607-4

일본어판 현시연은 9권으로 완결이지만 한국어판에는 10권을 기대해 달라는 메시지가 쓰여 있다. 그러나 자세히 보면 '현시연'이 아닌 '현시현'이라 표기 되어있는데, 아마도 일본 원판에서 '現代視覚文化研究会'의 약자인 '現視研'으로 표기한 것이 아닌 'げんしけん'으로 표기한것(둘다 발음은 げんしけん으로 동일하다.)을 한국식으로 바꾸어 놓은 것이라고 생각한다. 그 후 DVD박스 부록으로 그린 단편이 연재로 이어지면서 2011년 5월 일본 현지에서 현시연 10권이 발매되었다.

## 등장인물

### 현시연
사사하라 칸지(笹原完士, ささはら かんじ)
목소리 출연 - 오오야마 타카노리(大山鎬則, おおやま たかのり) / 정재헌
코우사카 마코토(高坂真琴, こうさか まこと)
목소리 출연 - 사이가 미츠키(斎賀みつき, さいが みつき) / 홍범기
카스카베 사키(春日部咲, かすかべ さき)
목소리 출연 - 유키노 사츠키(雪野五月, ゆきの さつき) / 김선혜
마다라메 하루노부(斑目晴信, まだらめ はるのぶ)
목소리 출연 - 히야마 노부유키(檜山修之, ひやま のぶゆき) / 안장혁
타나카 소이치로(田中総市郎, たなか そういちろう)
목소리 출연 - 세키 토모카즈(関智一, せき ともかず) / 임채헌
쿠가야마 미츠노리(久我山光紀, くがやま みつのり)
목소리 출연 - 노무라 켄지(乃村健次, のむら けんじ) / 손종환
오노 카나코(大野加奈子, おおの かなこ)
목소리 출연 - 카와스미 아야코(川澄綾子, かわすみ あやこ) / 이현진
오기우에 치카(荻上千佳, おぎうえ ちか)
목소리 출연 - 미즈하시 카오리(水橋かおり, みずはし かおり)
쿠치키 마나부(朽木学, くちき まなぶ)
목소리 출연 - 이시다 아키라(石田彰, いしだ あきら) / 사성웅
사사하라 케이코(笹原恵子, ささはら けいこ)
목소리 출연 - 시미즈 카오리(清水香里, しみず かおり) / 정혜옥
초대 회장
목소리 출연 - 우에다 유우지(うえだ ゆうじ) / 윤세웅

### 학교 안의 인물
키타가와(北川, きたがわ)
목소리 출연 - 코바야시 사나에(小林沙苗, こばやし さなえ) / 홍희숙
하라구치(原口, はらぐち)
목소리 출연 - 이시이 코우지(石井康嗣, いしい こうじ) / 김정은
사와자키(沢崎, さわざき)
목소리 출연 - 이토 켄타로(伊藤健太郎, いとう けんたろう) / 박찬희

### 만화 연구회
타카야나기(高柳, たかやなぎ)
목소리 출연 - 야나기사와 에이지(柳沢栄治, やなぎさわ えいじ)
야부사키(藪崎, やぶさき)
카토(加藤, かとう)
야부사키의 후배

### 기타 등장인물

#### 오오노의 미국 친구
안젤라 버튼
목소리 출연 - 카이다 유키(甲斐田ゆき, かいだ ゆき)
수잔나 홉킨스
목소리 출연 - 고토 유코(後藤邑子, ごとう ゆうこ)

#### 오기우에의 중학교 시절 동급생
나카지마(中島, なかじま)
마키타(巻田, まきた)

## 권내 부록
1권
- 제1~6화 그 후
- 프로필 - 사사하라 칸지, 코우사카 마코토, 마다라메 하루노부, 타나카 소이치로&쿠가야마 미츠노리, 카스카베 사키, 오오노 카나코
- 부록만화 〈운명따윈 난 몰라〉

2권
- 제7~12화 그 후
- 현시연 회원이 고른 ‘제비언’ 명장면집 - 마무시 72세, 벤자민 타케요, 카라스, KODAMA, 토시조, 칸나즈키 요고
- 합작만화 〈제비뽑기로 펑!〉: 키오 시모쿠와 쿠로키 유우의 합작

3권
- 제13~18화 그 후
- 우리들의 사랑은 언밸런스 - 마무시 72세, 벤자민 타케요, 카라스, KODAMA, 토시조, 칸나즈키 요고
- 〈제8회 ‘이번주 애니 《제비언》 어때?’ 회의〉

4권
- 제19~24화 그 후
- 내게는 너무 멋진 Another Stories - 마무시 72세, 벤자민 타케요, 카라스, KODAMA, 토시조, 칸나즈키 요고
- 부록만화 〈제1회 현시연여자는 만연여자한테 어떻게 미움받나 회의〉
- 현시연 애니메이션 설정 자료집

5권
- 제25~30화 그 후
- 《제비언》 명장면집 Returns - 마무시 72세, 벤자민 타케요, 카라스, KODAMA, 토시조, 칸나즈키 요고
- 특별수록 - 현시연의 동인지《いろはごっこ》

6권
- 제31~36화 그 후
- 시노부 선생님 제작일지 그1~6
- 부록 만화 〈사랑과 욕망의 송별회〉
- 사키&카나코 제작파일

7권
- 제37~42화 그 후
- 제비언 설정러프 이것저것 모음 Vol.1~7 : 러프를 보며 마무시 72세와 벤자민 타케요가 대화를 나눈다.
- 초특별서비스 부록만화 〈여름에는 양기가 부족해서 큰일이야〉

8권
- 제45~49화 그 후
- 《제비뽑기 언밸런스》 설정 러프화 이것저것 모음 Vol.1~6 : 러프를 보며 마무시 72세와 벤자민 타케요가 대화를 나눈다.
- 특별 보너스 〈처음 꽤 분위기 좋았을 때〉

9권
- 제50~54화 그 후
- 권말특별부록 〈사랑과 망상의 송별회〉

## Project G
현시연 6권, 9권 특장판에는 현업 만화가 및 성우들이 현시연과 제비뽑기 언밸런스를 소재로 그린 동인지가 부록으로 포함되어 있는데, 각각 Project G, Project G2라 불린다.
한국어판에서 앞표지는 현시연의 일본어판 특장판의 커버 앞표지를 사용하였으며, 일본어판 동인지의 앞표지는 한국어판에서 뒤표지로 사용했다.
권별 참여자는 다음과 같다.

### Project G
야쿠모 켄고(표지), 아사리 요시토, 시무라 타카코, 타마루 히로시, 쿠메타 코우지, 히카와 헤키루, 소노다 켄이치, 아마즈메 류타, 모모세 타마미, 니노미야 히카루, 히라노 코우타, TAGRO, 우타타네 히로유키, 사쿠라 타마키치

### Project G2
미츠미 미사토(표지), 나루코 하나하루, 하타 켄지로, 모리야마 다이스케, 스즈키 지로, 사무라 히로아키, 이시다 아츠코, 세구치 타카히로, 후지키 슌, 이누가미 스쿠네, 코메 케이토, 야스히코 요시카즈, 키즈키 아키라+사토 난키, 타케시타 켄지로, 야스나가 코이치로, 아리마 케이타로, 시노후사 로쿠로, 미즈하시 카오리

## 라디오

### 라디오 현시연
첫 번째 애니메이션 시리즈의 방영에 한 발 앞서 《제비뽑기 언밸런스》의 여는 노래를 부른 모모이 하루코를 진행자로 한 라디오 방송 《모모이 하루코의 현대 시각 문화 연구회, 줄여서 라디오 현시연(桃井はるこの現代視覚文化研究会・略してラジオげんしけん 모모이하루코노겐다이시카쿠분카켄큐카이·랴쿠시테라지오겐시켄[*])》이 공개되었다. 보통은 ‘라디오 현시연’에서 한 번 더 줄여 ‘라디연(ラジげん 라지겐[*])’이라고 부른다.
라디오 오사카의 일요일 방송분을 인터넷 라디오 방송국인 TE-A room 보관됨 2012-04-13 - 웨이백 머신(2007년 10월부터 Showgate RADIO로 이름을 바꾼다)과 온센(音泉, おんせん)에서도 송출한 것으로, 인터넷에서는 라디오보다 조금 늦게 화요일에 방송된다.
방송은 두 부분으로 나뉘는데, 앞부분은 초대 손님과의 대화나 사연을 통한 토크로 이루어져 있고, 뒷부분은 《제비뽑기 언밸런스》의 라디오 드라마로 이루어졌다.
마지막 방송일인 2004년 12월 26일까지 매주 일요일 심야 26시부터 26시 30분(월요일 02시부터 02시 30분)까지 총 26회 방송되었다. 마지막 방송은 특별히 한시간 방송되었다.
- 초대 손님 목록 : UPLIST(1·26회), 치바 사에코(2회), 칸다 아케미(3회), 츠츠미 켄이치로(4회), 메가미마스크(8회), 카와스미 아야코(11·12회), manzo(13·14회), 오오야마 타카노리(19·20회), 이케바타 타카시(26회)

※ UPLIST : 애니메이션 프로듀서 이비라 타카야(伊平 崇耶, いびら たかや)
※ 츠츠미 켄이치로(堤健一郎, つつみ けんいちろう) : 란티스 소속 프로듀서 겸 디렉터
※ manzo : 일본의 작곡가 겸 작사가 겸 가수. 현시연 1기와 OVA의 여는 노래를 제공했다.
※ 이케바타 타카시(池端隆史, いけばた たかし) : 현시연 1기의 감독

### 현청연
2007년 10월 9일 두 번째 애니메이션 시리즈 방영에 맞추어 《현청연 - 오타쿠틱 라디오(げんちょけん おたくならぢを 겐쵸켄 오타쿠나라지오[*])》이 아니메이트 TV를 통해 공개되었다. 현청연은 ‘현대 청각 문화 연구회(現代聴覚文化研究会 겐다이쵸카쿠분카켄큐카이[*])’의 줄임말이다.
마다라메 하루노부 역의 성우 히야마 노부유키와 오기우에 치카 역의 성우 미즈하시 카오리가 진행하며, 2007년 10월 12일부터는 같은 방송을 미디어 팩토리와 Showgate RADIO에서도 들을 수 있다.

## 참조
1. ↑  정식 한국어판 단행본 9권 뒷표지

## 같이 보기
- 오타쿠
- 아키하바라
- 제비뽑기 언밸런스
- 라면 천사 프리티 멘마